# Gonomyia (Neolipophleps) alexanderi
Gonomyia (Neolipophleps) alexanderi is een tweevleugelige uit de familie steltmuggen (Limoniidae). De soort komt voor in het Nearctisch gebied.